# Weidknecht C1t TA
Les Weidknecht C1t ou 031T dans la nomenclature française sont une série de locomotive à vapeur construite en 1899 par Weidknecht pour la ligne de tramway de Béthune à Estaires de la compagnie des Tramways de l'Artois (TA).

## Histoire
Elles sont construites en 1899.

## Caractéristiques[1]
- Nombre : 3 ;
- Numéros : A1-A3 ;
- Écartement : métrique (1 000 mm) ;
- Type : C1 tender ;
- Mise en service : 1899.